# Scarf

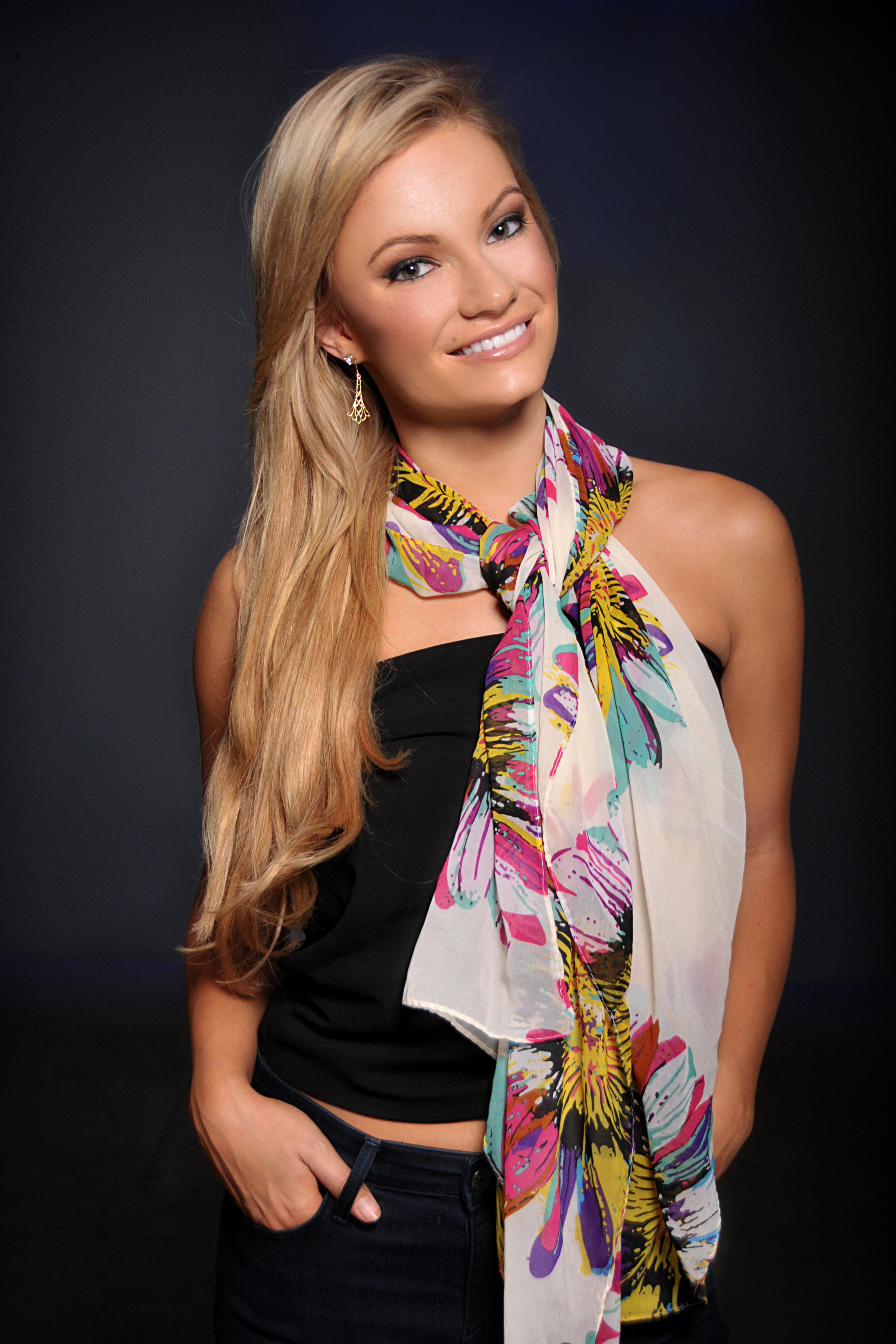
Kvinna med scarf

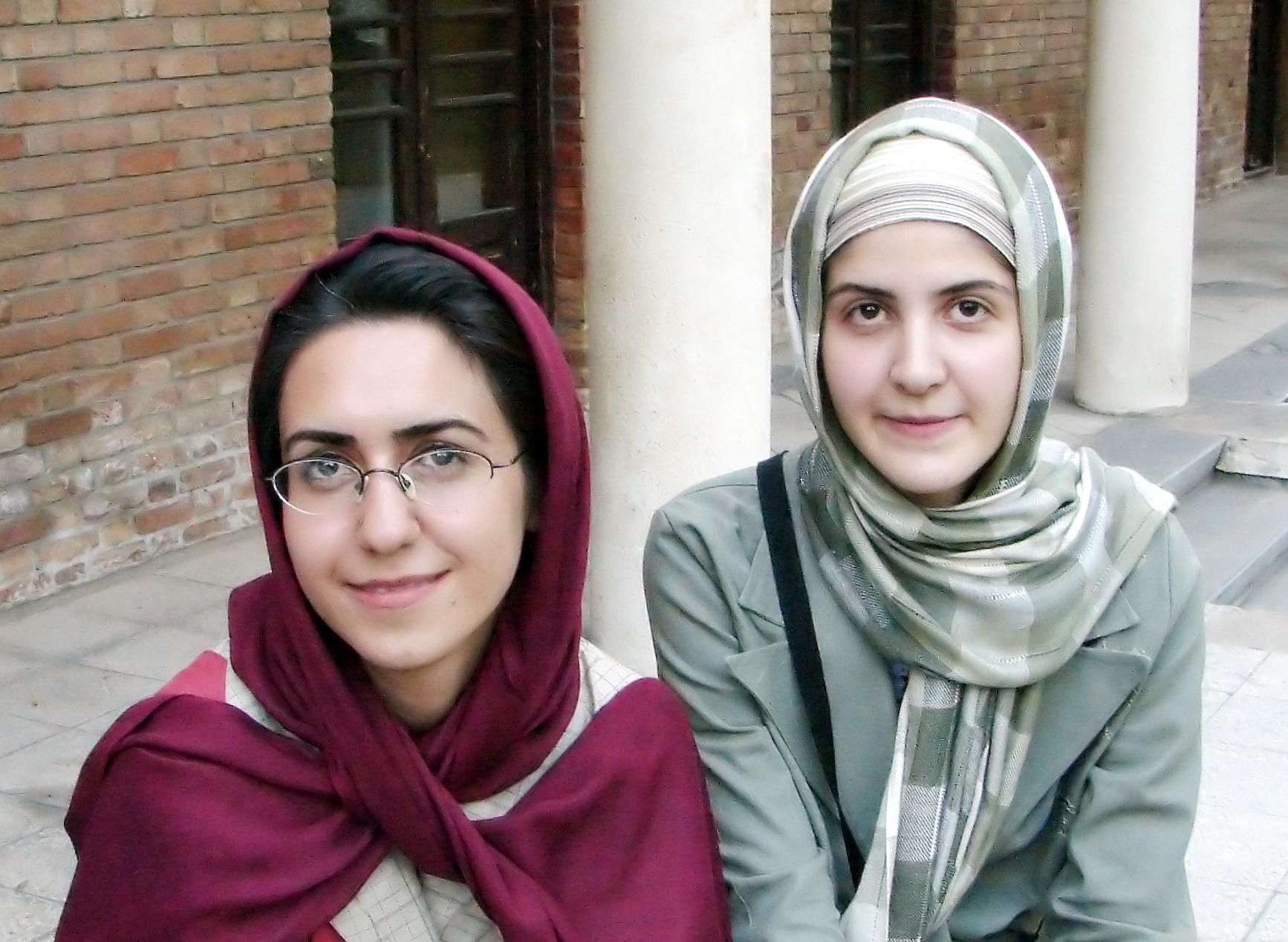
Iranska kvinnor iförda hijab i form av scarfar; den till höger med en undersjalett.

Scarf är ett rektangulärt, kvadratiskt eller trekantigt tygstycke, vanligen av tunt tyg som siden, vilken bärs kring halsen som en prydnad och/eller för att värma som en halsduk. Scarf används även av kvinnor knuten runt huvudet som sjalett. Scarfar är ofta mönstrade eller i klara färger.